# Weak Heart
Weak Heart – singel Zary Larsson, wydany 5 grudnia 2014, promujący jej debiutancki album studyjny 1. Utwór napisali i skomponowali Robert Habolin, Patrizia Helander oraz Marcus Sepermanesh.
Piosenka znalazła się na 53. miejscu na oficjalnej liście sprzedaży w Szwecji.

## Lista utworów
- Digital download[4]

1. „Weak Heart” – 3:00
2. „Weak Heart” (Sam Crow & Mack Remix) – 3:15
3. „Weak Heart” (Don Palm Remix) – 3:16
4. „Weak Heart” (Do It Yourself Version) – 3:00

## Notowania

### Pozycja na liście sprzedaży
| Kraj    | Notowanie (2015)  | Najwyższa pozycja |
| ------- | ----------------- | ----------------- |
| Szwecja | Sverigetopplistan | 53                |